# Semiaphis aizenbergi
Semiaphis aizenbergi är en insektsart. Semiaphis aizenbergi ingår i släktet Semiaphis och familjen långrörsbladlöss. Inga underarter finns listade i Catalogue of Life.